# Station Watford North
Watford North is een spoorwegstation van National Rail in North Watford, Watford in Engeland. Het station is eigendom van Network Rail en wordt beheerd door West Midland Trains. 